# Sedimentare
Sedimentarea este o tendință a particulelor aflate în suspensie de a se depune la baza unui recipient, separându-se astfel de un fluid în care erau suspendate anterior. Acest proces apare ca urmare a anumitor forțe care acționează asupra particulelor, precum: gravitație, forță centrifugă sau electromagnetism.
În geologie, sedimentarea este procesul de depunere a particulelor purtate de către un fluid.